# Морські розповіді
«Морські розповіді» — радянський чорно-білий художній фільм 1967 року, знятий на кіностудії «Мосфільм». Складається з двох новел, сюжет яких заснований на оповіданнях Бориса Житкова.

## Сюжет
Новела «Афера»
На старому пароплаві познайомилися матроси Коля Чумаченко та іспанець Хосе-Марія, колишній тореадор, прозваний командою «Машка». Їм здалася підозрілою дивна поведінка капітана. Напередодні, в розмові з власником, він домовився потопити судно з першою нагодою, заради отримання страхової винагороди. Свій невеликий куш від цієї афери отримав кожен з членів команди. Микола і Хосе навідріз відмовилися від грошей. Побоюючись, що друзі заявлять в поліцію, штурман Спірка скинув вночі іспанця за борт. Дивом виживши, вже в Одесі, той знайшов Миколу і вони помстилися своїм кривдникам.
Новела «Скорпіон і вата»
Одеса початку століття. Відсидівши у в'язниці і помучившись півроку без роботи, друзі влаштувалися на пристойне судно «Юпітер», яке курсує між Одесою і турецькими портами. На них вийшли підпільники і домовилися про доставку з Константинополя нелегальних газет. У порту, при черговому огляді, ретельно захований пакет був знайдений знаменитим митником Петренком на прізвисько «Скорпіон», який користувався славою проникливого шукача. Микола був упевнений, що на судні є інформатор, і придумав хитрий план, який дозволив виявити донощика і осоромити «Скорпіона».

## У ролях
- Віктор Задубровський —  Микола Чумаченко
- Микола Досталь —  Хосе-Марія Дамец
- Лев Дуров —  Петренко, митник на прізвисько «Скорпіон»
- Володимир Балашов —  капітан
- Рашид Атамалібеков —  штурман Спірка
- Володимир Балон —  старпом пароплава «Юпітер»
- Едуард Бредун —  Зуєв, матрос
- Леонід Пирогов —  Петро Карпов, власник судна
- Герман Качин —  Кондратов, матрос
- Анатолій Мукасей —  Мукасей, матрос
- Михайло Орлов —  портовий чиновник
- Владлен Паулус —  Володимир Якович, старпом
- Віктор Філіппов —  Семенов
- Микола Романов —  чиновник морського відомства
- Євген Моргунов —  співачка в ілюзіоні «Німфа»

## Знімальна група
- Сценаристи:  Олексій Сахаров,  Олександр Свєтлов
- Режисери:  Олексій Сахаров,  Олександр Свєтлов
- Оператор:  Анатолій Мукасей
- Композитор: Юрій Левітін
- Художник:  Олександр Кузнецов